# Cristina di Stommeln
Cristina di Stommeln (Stommeln, 1242 – Stommeln, 6 novembre 1312) è stata una mistica tedesca.
Il suo culto come beata è stato confermato da papa Pio X nel 1908.

## Biografia
Abbracciò tredicenne la vita religiosa in un beghinaggio di Colonia ma, ammalatasi, dovette abbandonare la comunità. Il 20 dicembre 1267 a Colonia conobbe il giovane studente domenicano svedese Pietro di Gotland, con il quale rimase in contatto epistolare fino al 1289.
Le sue lettere e gli scritti del domenicano tramandano numerosi episodi mistici di cui sarebbe stata protagonista Cristina (estasi, apparizioni e la comparsa di stigmate, apparse su mani e piedi nel 1269 e visibili in alcuni periodi dell'anno).

## Il culto
Morta nel suo villaggio natale, le sue reliquie furono trasferite a Nideggen nel 1342 e traslate a Jülich nel 1568.
Papa Pio X, con decreto del 12 agosto 1908, ne confermò il culto con il titolo di beata.
Il suo elogio si legge nel martirologio romano al 6 novembre.